# Phoniscus jagorii
Phoniscus jagorii је врста слепог миша из породице вечерњака (лат. Vespertilionidae).

## Распрострањење
Ареал врсте покрива средњи број држава.
Врста има станиште у Индонезији, Лаосу, Малезији, Тајланду и Филипинима.

## Станиште
Станиште врсте су шуме. Врста је присутна на подручју острва Борнео у Индонезији.

## Угроженост
Ова врста није угрожена, и наведена је као последња брига јер има широко распрострањење.